# Cataingan
Cataingan is een gemeente in de Filipijnse provincie Masbate op het gelijknamige eiland Masbate. Bij de census van 2020 telde de gemeente bijna 51 duizend inwoners.

## Geografie

### Bestuurlijke indeling
Cataingan is onderverdeeld in de volgende 36 barangays:
| - Abaca - Aguada - Badiang - Bagumbayan - Cadulawan - Cagbatang - Chimenea - Concepcion - Curvada - Divisoria - Domorog - Estampar | - Gahit - Libtong - Liong - Maanahao - Madamba - Malobago - Matayum - Matubinao - Mintac - Nadawisan - Osmeña - Pawican | - Pitogo - Poblacion - Quezon - San Isidro - San Jose - San Pedro - San Rafael - Santa Teresita - Santo Niño - Tagboan - Tuybo - Villa Pogado |

### Bevolkingsgroei
Cataingan had bij de census van 2020 een inwoneraantal van 50.623 mensen. Dit waren 296 mensen (0,59%) meer dan bij de vorige census van 2015. Ten opzichte van de census van 2000 was het aantal inwoners gegroeid met 4.030 mensen (8,65%). De gemiddelde jaarlijkse groei in die periode kwam daarmee uit op 0,42%, hetgeen lager was dan het landelijk jaarlijks gemiddelde over deze periode (1,79%).

De bevolkingsdichtheid van Cataingan was ten tijde van de laatste census, met 50.623 inwoners op 191,64 km², 264,2 mensen per km².